# Charles-Émile Janlet
Charles-Émile Janlet (Brussel, 1 januari 1839 - Brussel, 14 september 1919) was een Belgisch architect.

## Biografie
Hij werd in 1839 geboren als zoon van architect Felix Janlet (Brussel, 17 januari 1808 -  Brussel, 28 mei 1868), met wie  hij zou samenwerken tot aan diens dood.
Charles-Émile Janlet is een belangrijke Vlaamse neorenaissance-architect, evenals zijn tijdgenoten Henri Beyaert en Jules Jacques Van Ysendyck. Janlet wordt bekend door het winnen van de tweede prijs van de architectuurwedstrijd die als doel had om de nieuwe Anspachlaan te bebouwen die ontstaan was door de overwelving van de Zenne.

## Belangrijkste werken

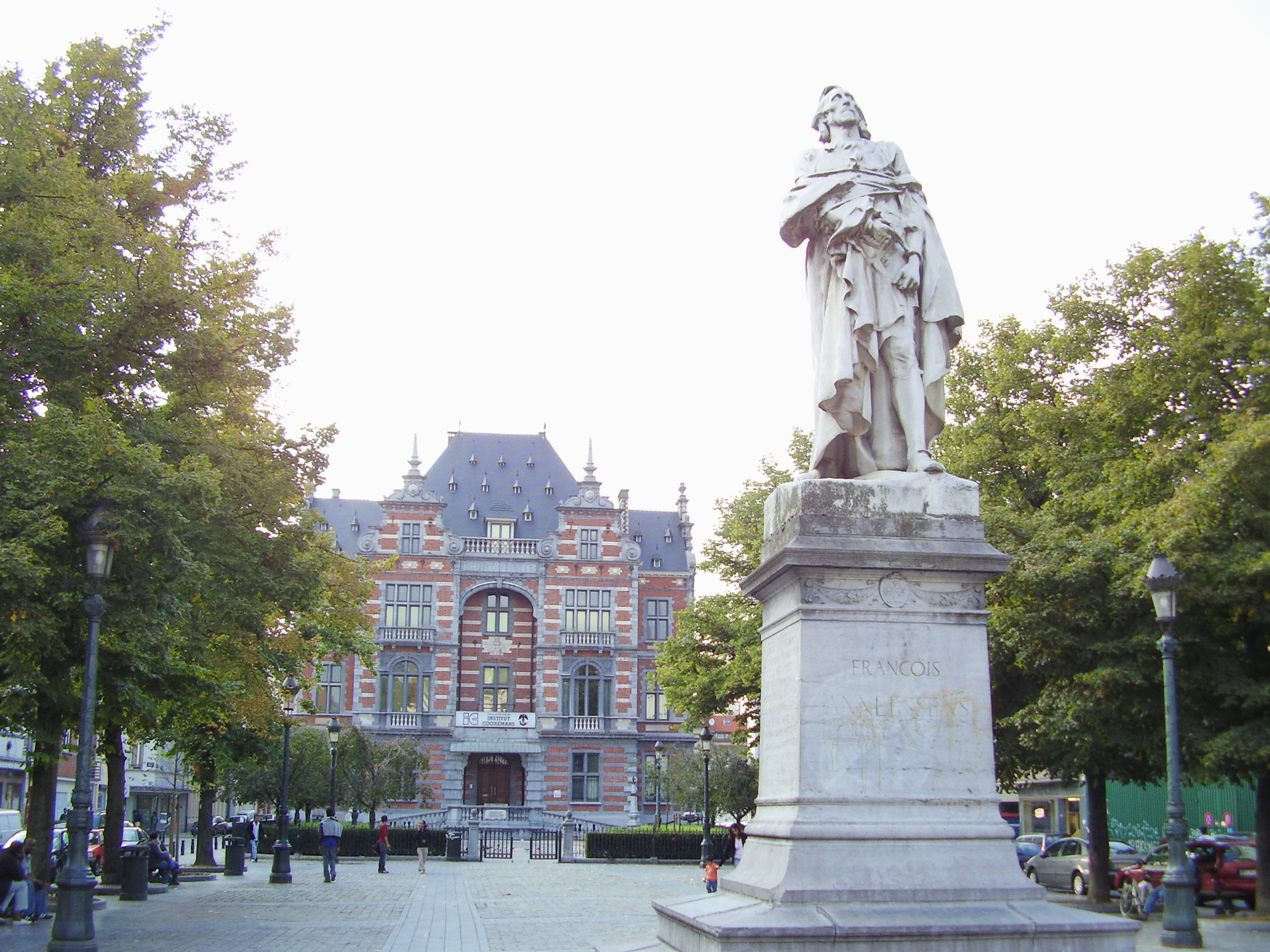
Gemeenteschool 13, nu Institut Lucien Cooremans

- 1878 Belgisch paviljoen voor de Wereldtentoonstelling van Parijs
- 1880 Gemeenteschool 13, Anneessensplein 11, Brussel (anno 2007 Institut Lucien Cooremans)
- 1881 Kasteel Des Cailloux in Geldenaken (Jodoigne)
- 1888 Metalen structuur van het oude station van Mechelen
- 1890 Serie van 19 woonhuizen in de Palmerstonlaan (in de buurt van het Hotel van Eetvelde) in de wijk van de Squares
- 1898 Anspachfontein op het De Brouckèreplein (later verplaatst naar de Baksteenkaai)
- 1905 Nieuwe vleugel aan het Museum voor Natuurwetenschappen voor de tentoonstelling van de iguanodons van Bernissart.
- Le Grand Café, Anspachlaan ,Brussel; 2e prijs van de architectuurwedstrijd
- 1910 Ontspanningshal van het Oeuvre du grand Air pour les Petits, Goedeluchtstraat Wenduine

- Union List of Artist Names: 500320078
- Virtual International Authority File: 305191199